# رابرت گریس استرجز
رابرت گریس استرجز (انگلیسی: Robert Sturges; ۱۴ ژوئیهٔ ۱۸۹۱ – ۱۲ سپتامبر ۱۹۷۰) فرد نظامی اهل بریتانیا بود. وی همچنین برندهٔ جوایزی همچون نشان امپراتوری بریتانیا و نشان حمام شده‌است.